# Скунц Валерій Ласлович
Валерій Ласлович Скунц (нар. 15 грудня 1970, Мукачеве, Закарпатська область, УРСР) — український футболіст, нападник.

## Життєпис
Валерій Скунц народився 15 грудня 1970 року в місті Мукачеве Закарпатської області. Вихованець ДЮСШ «Зірка» (Кіровоград). Перший тренер — А.Андреєв.
На професіональному рівні дебютував у 1991 році в складі кіровоградської «Зірка». На той час команда дуже невдало виступала в першій зоні другої нижчої ліги чемпіонату СРСР. За підсумками сезону вона посіла передостаннє 25-те місце в чемпіонаті. Того сезону в чемпіонаті СРСР Валерій зіграв 44 матчі та відзначився 6-ма голами.
У 1992 році Валерій Скунц продовжив свої виступи в кіровоградській команді, яка тепер вже стартувала в новоствореній Перехідній лізі чемпіонату України. У сезоні 1992 року (матчі відбувалися навесні) «Зірка» посіла високе 4-те місце та отримала можливість наступного сезону дебютувати в Другій лізі чемпіонату України. У першому українському чемпіонаті Валерій дебютував 15 квітня 1992 року в переможному (2:0) домашньому матчі підгрупи 1 другої ліги чемпіонату України проти ромненського «Електрона». Скунц вийшов у стартовому складі, на 41-й хвилині відзначився голом, а на 70-ій хвилині його замінив Юрій Богданов. Того сезону в перехідній лізі Валерій зіграв 14 матчів та відзначився 5-ма голами. Наступний сезон, 1992/93, років Скунц також розпочав у «Зірці», яка дебютувала в Другій лізі чемпіонату України. У першій частині цього сезону в чемпіонаті зіграв 4 матчі, ще 1 поєдинок за кіровоградську команду провів у кубку України.
Другу частину сезону 1992/93 років провів у складі олександрійського «Кранобудівника», який того сезону дебютував у аматорському чемпіонаті України. «Кранобудівник» потрапив до 4-ї групи, в якій серед інших суперників протистояв «Поліграфтехніці-Кристал» (Олександрія) та «Локомотиву» (Знам'янка). Команда в цій групі посіла 9-те місце серед 14 команд-учасниць та не змогла вийти до фінальної частини турніру. Валерій же того сезону відзначився 4-ма голами.
Сезони 1993/94 та 1994/95 років провів у складі знам'янського «Локомотива». У футболці знам'янської команди провів 23 поєдинки. У складі «Локомотива» ставав переможцем чемпіонату та двічі володарем кубку Кіровоградської області.
Наразі останнім клубом у кар'єрі футболіста для Валерія Скунца була кіровоградська «Гідросила», кольори якої він захищав у 2009 році.

## Досягнення

### На аматорському рівні
- Чемпіонат Кіровоградської області
  -  Чемпіон (1): 1993/94
  -  Бронзовий призер (1): 1994/95

- Кубок Кіровоградської області
  -  Володар (2): 1993, 1994

## Особисте життя
Валерій Скунц належить до футбольної родини. Його батько, Ласло Скунц, також був професійним футболістом, й виступав зокрема в складі ужгородської «Верховини», кіровоградської «Зірки» та олександрійського «Шахтаря». Старший брат Валерія, В'ячеслав, також був професіональним футболістом, більшу частину своєї кар'єри провів у клубах Угорщини. Крім цього, племінник Валерія, В'ячеслав також пов'язав своє життя з футболом, народився в Угорщині та виступає за місцеві клуби. Має угорське громадянство.